# Toñi Serna Serrano
Antònia Toñi Serna Serrano (Elx, 26 d'abril de 1967) és una política valenciana, diputada a les Corts Valencianes en la IX legislatura.

## Biografia
El 1992 es llicencià en Geografia i Història per la Universitat d'Alacant. El 2005 va obtenir el títol d'experta universitària en Gestió del Patrimoni per la Universitat d'Alacant.
Ha treballat per a l'ajuntament de Callosa d'en Sarrià (2004-2007), per a l'associació de comercial d'Elx (2007-2010) i com a funcionària d'assessorament del grup socialista a la Diputació d'Alacant (2012-2015).
Militant del PSPV-PSOE, des del 2012 és secretària d'organització de la província d'Alacant, membre del Comitè Nacional del PSPV-PSOE i responsable del comitè electoral de la província d'Alacant i secretària de la Comissió de Garanties de la Comissió Executiva Provincial d'Alacant.
Fou escollida diputada a les eleccions a les Corts Valencianes de 2015 i 2019 tot i que deixà el Parlament en ser nomenada secretària autonòmica de Cooperació i Qualitat Democràtica de la Conselleria de Transparència el gener de 2021.